# 블루 스틸 (미사일)

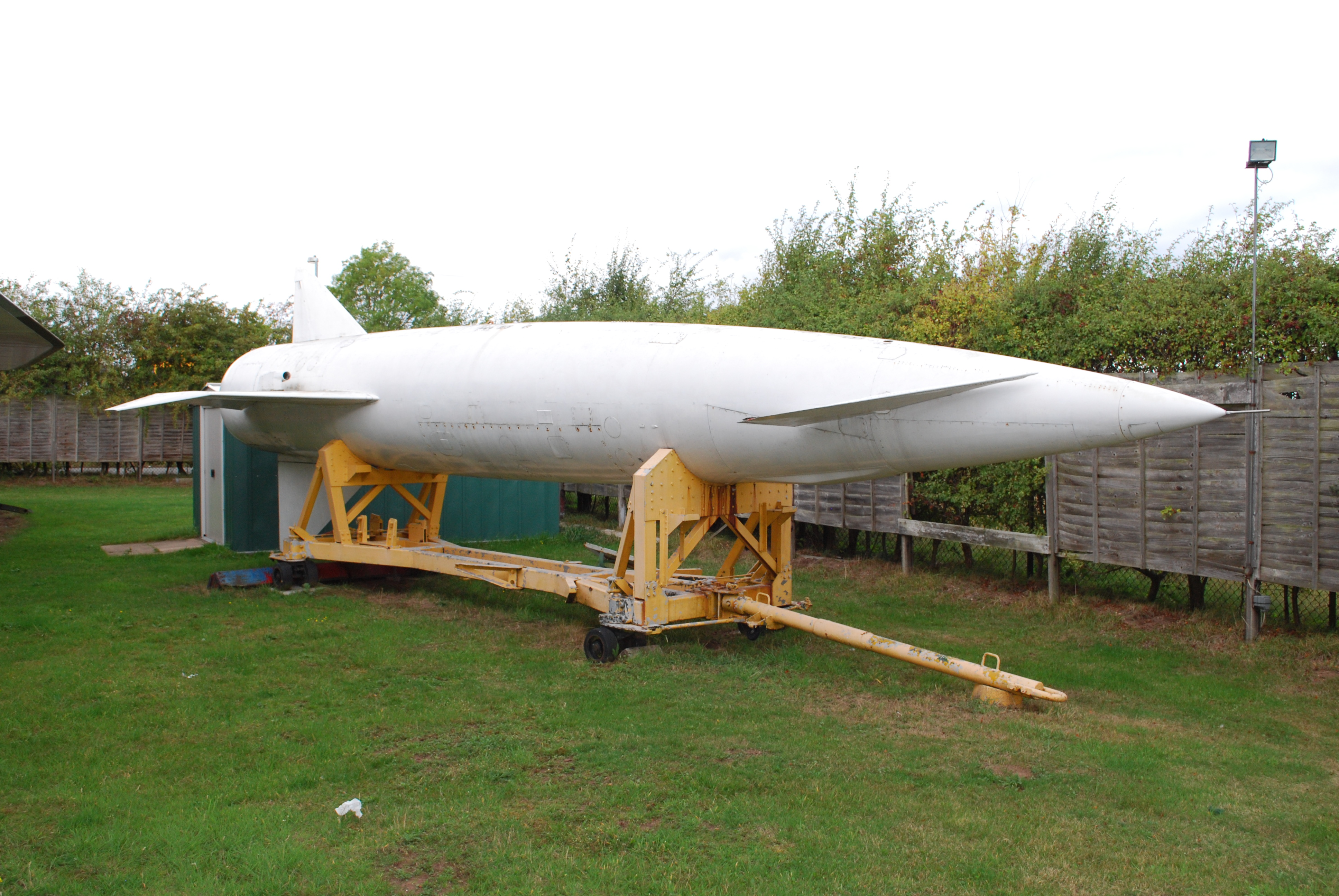
블루 스틸 공대지 핵미사일

블루 스틸(Blue Steel)은 영국의 아브로사가 개발한 공대지 핵미사일이다.

## 역사
아브로 블루 스틸은 영국 공군의 V 폭격기에 탑재하기 위해 개발되었다. V 폭격기의 주요 목표물은 모스크바였는데, 소련의 지대공 미사일의 사거리를 벗어나서 핵공격을 할 수 있게 한다. CEP 100 m의 정확도에 마하 3의 속도로 비행한다.
사거리 240 km인 블루 스틸은 1963년에 실전배치되었다. 그러나 소련 지대공 미사일의 사거리가 늘어나면서, 사거리를 더 늘려야만 했다. 장거리 버전인 사거리 926 km의 블루 스틸 II는 개발이 취소되었다. 대신 훨씬 장거리로 사거리 1,850 km인 미국 GAM-87 스카이볼트 미사일을 수입하려고 했다. 그러나 스카이볼트 개발이 1962년에 취소되었다. 이에 따라 V 폭격기는 소련 지대공 미사일에 매우 취약하게 되었고, 최초의 전략원잠인 레졸루션급 잠수함이 실전배치될 때까지, 블루 스틸 미사일이 영국의 주력 핵공격 수단이 되었다.

## 비교
모두 대형 폭격기에 탑재하는 1단 고체연료 공대지 핵미사일이다.
- 블루 스틸,  영국, 무게 3.3톤, 사거리 240 km, 1메가톤 수소폭탄, 실전배치 1963년, V 폭격기
- 블루 스틸 II,  영국, 무게 7.7톤, 사거리 926 km, 1메가톤 수소폭탄, 개발취소
- GAM-87 스카이볼트,  미국, 무게 5톤, 사거리 1,850 km, 1메가톤 수소폭탄, 개발취소
- Kh-22,  소련, 무게 5.8톤, 사거리 600 km, 1메가톤 수소폭탄, 실전배치 1962년, 투폴레프 Tu-22M 백파이어 폭격기

## 제원
- 길이: 10.7 m (35 ft)
- 날개폭: 4 m (13 ft)
- 직경: 1.22 m (48 in) minimum
- 무게: 7,270 lb (3,300 kg)
- 속도: 미히 2.3
- 최고고도: 21,500 m (70,500 ft)
- 사거리: 240 km (150 mi)
- 유도방식: 관성항법
- CEP: 100 m
- 탄두: 레드 스노우 수소폭탄 (1.1 Mt)